# Acolasis umbrata
Coenipeta umbrata là một loài bướm đêm trong họ Erebidae.